# Kobrin
Kobrin (Wit-Russisch: Ко́брын; Oekraïens: Кобринь; Russisch: Ко́брин; Jiddisch: קאברין; Pools: Kobryń) is een Wit-Russische stad in de oblast Brest en de hoofdstad van het district Kobrin. De stad heeft ongeveer 53.000 inwoners en ligt op de kruising van de rivier de Moechavets en het kanaal dat de Westelijke Boeg verbindt met het stroomgebied van de Dnjepr. 
Kobrin ligt aan de E-30 en het Dnjeprovsko-Boegski kanaal.
Het is een van de oudste steden van Wit-Rusland. De stad wordt in 1287 voor het eerst genoemd in de Hypatiuskroniek. Kobrin is als vestingstad gebouwd op een eiland waar de Kobrinka-rivier in de Moechavets uitmondt. Het ligt ongeveer 50 km ten oosten van Brest, dat nabij de Poolse grens ligt. Op het eiland werd een citadel met twee verdiepingen gebouwd. In 1366 vormde het na het verval van het vorstendom Toerov-Pinsk het Kobrin-vorstendom, dat tot 1490 onder heerschappij van de Litouwse grootvorst Gediminas viel. Vanaf 1529 hoorde het bij Polen. In 1586 kwam de stad onder heerschappij van de Poolse koningin Anna Jagiellonka, dochter van Bona Sforza en Sigismund I van Polen. In 1589 werd aan Kobrin het Maagdenburgs stadsrecht verleend. Als gevolg hiervan kon zich een flink aantal Joden in de stad vestigen. In 1711 stierf de helft van de bevolking aan een epidemie. Op 18 september 1794 kreeg de Russische veldmaarschalk Aleksandr Soevorov de stad Kobrin, met 700 onderhorige boeren, geschonken door tsarina Catharina de Grote.
In de Slag bij Kobrin in 1812 overwonnen Russische troepen de Saksische bondgenoten van Napoleon. In 1817 werden er 1427 inwoners geteld, waarvan 900 Joden. In 1900 was het aantal inwoners tot rond 10.000 gestegen, waarvan 6700 Joden. Aan het begin van de 20e eeuw vond enige tijd een bevolkingsdaling plaats, met name door emigratie naar de Verenigde Staten. 
Inmiddels was in 1882 de spoorweg Pinsk-Sjabinka geopend. 
Na de Eerste Wereldoorlog kwam het krachtens de Vrede van Riga (1921) bij Polen te horen. In september 1939 vonden er zware gevechten plaats tussen de Poolse 60e infanteriedivisie van kolonel Adam Epler en het Duitse 19e pantserkorps van generaal Heinz Guderian. Na drie dagen van gevechten trokken de Polen zich naar het zuiden terug. Tot 1941 werd de stad bezet door de Sovjet-Unie, krachtens het Molotov-Ribbentroppact. Van juni 1941 tot juli 1944 werd het gebied bezet door Nazi-Duitsland. De Joden werden in die periode eerst in een getto opgesloten en daarna afgevoerd naar vernietigingskampen. In juli 1944 werd Kobrin en omgeving door het Rode Leger bevrijd, en werd het gebied een deel van de Wit-Russische SSR.
Vanaf omstreeks 1970 was er een periode van relatief snelle bevolkingsgroei.

## Bezienswaardigheden
- Spasski klooster - 15e eeuw
- Sint Nikolaaskerk (1750).
- Maria-hemelvaartkerk (1841—1843).
- Aleksandr Nevski-kathedraal (1864—1868).
- Militair-historisch museum Soevorov (1990).

## Afbeeldingen
|                      |                  |                            |                                                                                                   |
| Maria-hemelvaartkerk | Spasski klooster | Huis (museum) van Soevorov | Monument voor de overwinning op Napoleon met op achtergrond de Aleksandr Nevski kathedraal (2009) |

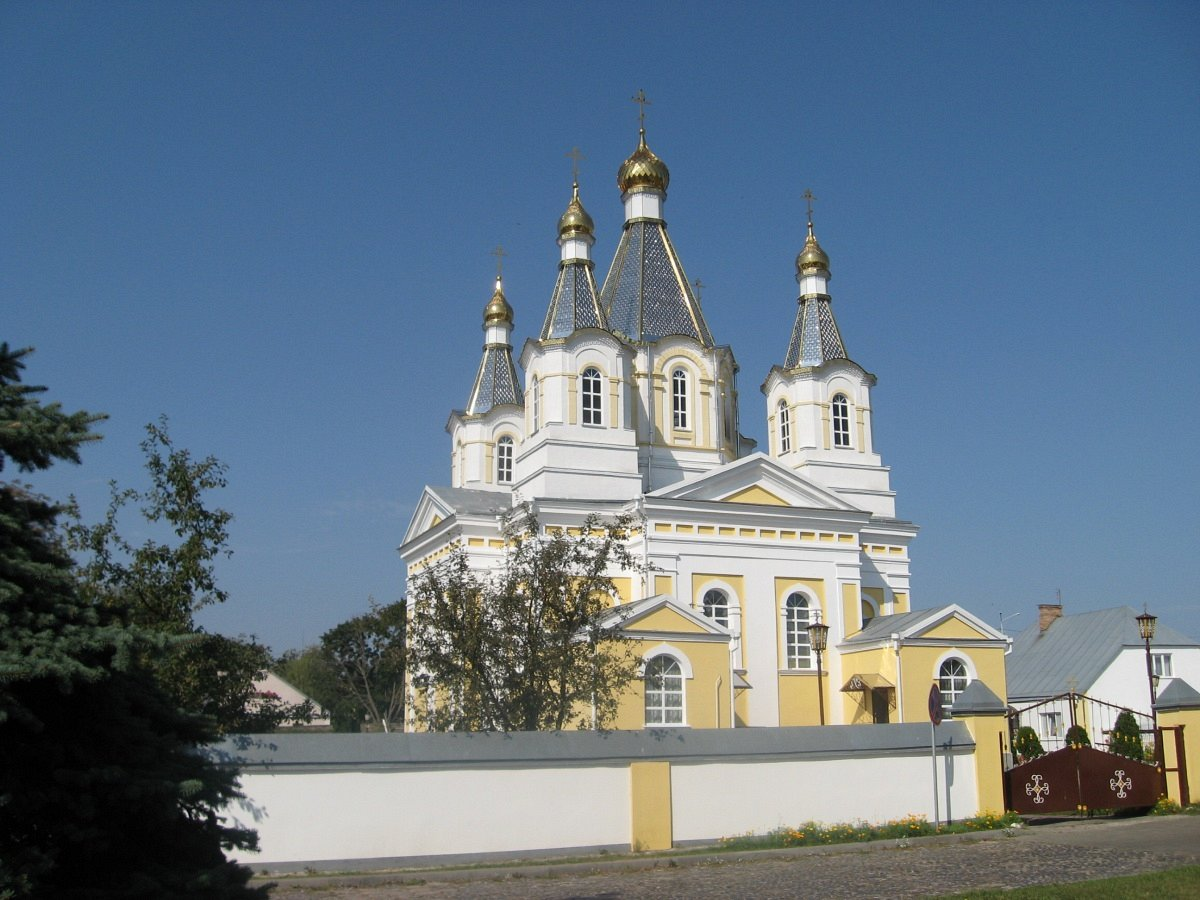
Aleksandr Nevski-kathedraal (2014), met nieuwe vergulde koepels